# Alimento vivo

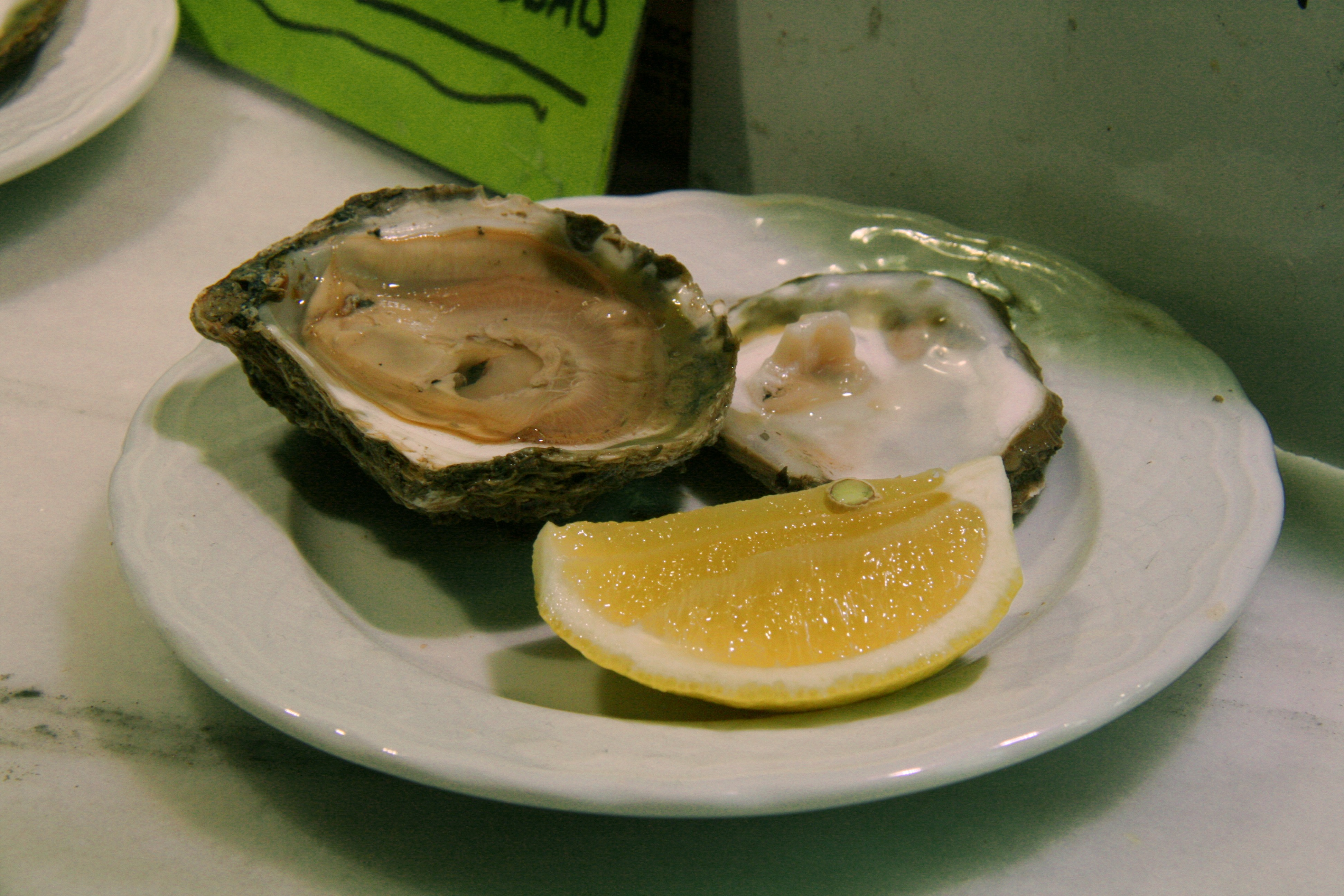
Un ejemplo de alimento ingerido vivo es la ostra.

Se denomina alimento vivo a los animales que, estando aún con vida, se usan como alimento para otros animales carnívoros y omnívoros.
Algunos animales en cautividad sólo comen alimento vivo, a diferencia del alimento muerto o procesado, que además es un complemento muy nutritivo y apetecido. El alimento vivo se suele utilizar para reptiles, anfibios, peces y corales o invertebrados de agua dulce y de mar.
Algunos animales son incapaces o tienen dificultad para comer alimentos procesados como el pienso compuesto. Algunos motivos son:
- El animal no puede identificar el alimento como presa o comestible, bien sea porque no se mueve o no produce calor.
- El alimento debe ser muy fresco y es difícil de conservar muerto. Por ejemplo, los insectos tienen unos ácidos grasos poliinsaturados que se enrancian muy fácilmente.
- Es difícil aportar todos los nutrientes sin alimento vivo. Como dieta habitual o suplemento.

A continuación se resumen las principales ventajas del alimento vivo:
- Es un alimento 100% natural.
- No contamina el acuario, ya que puede permanecer vivo por días o incluso semanas.
- Aumenta el color o la pigmentación de los animales.
- Favorece el sistema inmune de los animales.
- Promueve la actividad de los peces.
- Es un alimento altamente nutritivo.
- Es ideal para peces tímidos, en proceso de aclimatación o para especies exóticas.

¿Dónde se puede conseguir alimento vivo?
El alimento vivo se puede obtener directamente de la naturaleza, con cierto riesgo de introducir parásitos en nuestros acuarios, o bien comprándolo directamente en tiendas de animales, lo cual es lo más recomendable, ya que este tipo de producto, suele estar cultivado o producido bajo condiciones controladas que evitan la presencia de parásitos o cualquier organismo potencialmente peligroso para nuestros peces.

## Alimento congelado
En algunos casos los animales pueden aprender a comer alimento muerto, pero debe ser lo suficientemente fresco. Para esto, el alimento se puede congelar. Los grillos y otros invertebrados se deben atemperar a temperatura ambiente antes de suminstrarlos. Los ratones para serpientes se meten en el microondas para descongelarse y simular una temperatura corporal similar a la de un ratón vivo, o mejor aún meter el ratón congelado en agua caliente a unos 40 °C y esperar a que se descongele y coja una temperatura adecuada. Los crótalos reconocen a sus presas por el calor.
Esta práctica evita que la presa se defienda y hiera al animal. Además, es más fácil mantener el alimento congelado que vivo.
Algunas especies que se utilizan como alimento vivo son:
- Grillos
- Tenebrios
- Cucarachas
- Larvas de moscas o mosquitos. Ej (Gusano Phoenix)
- Artemias, Pulgas de agua y otros invertebrados acuáticos.
- Fitoplancton.
- alevines, ratones y sus crías.

### En inglés
- Raw feeding
- Raw foodism

- Datos: Q928338